# مجلس بورفو

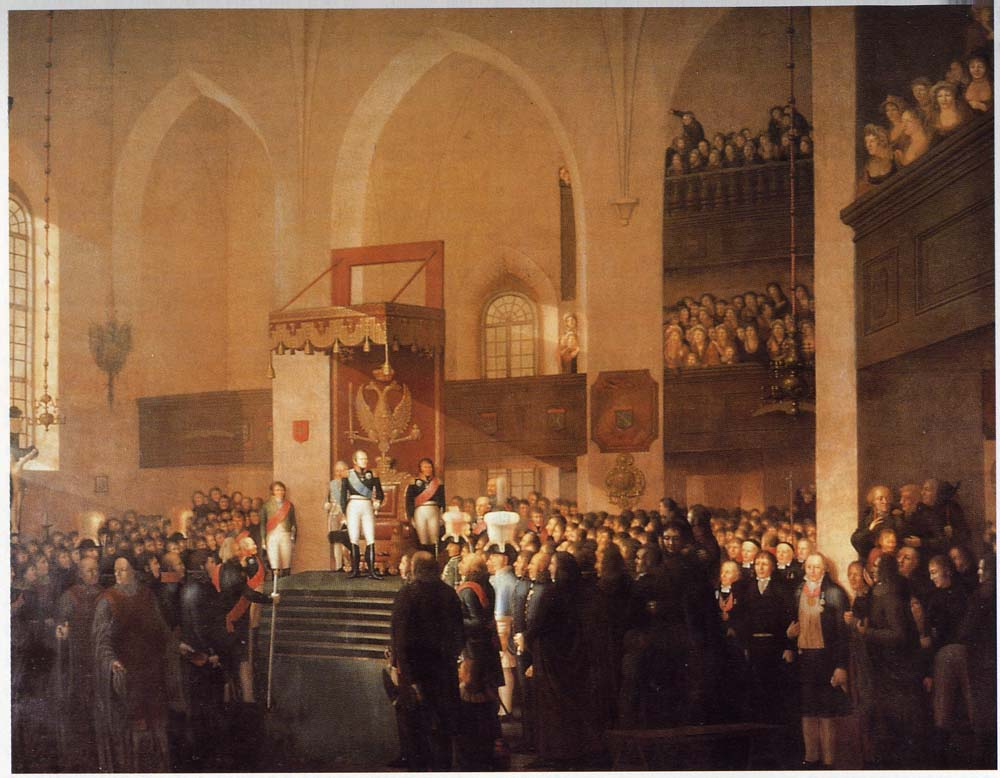
ألكسندر الأول يفتتح مجلس بورفو.

مجلس بورفو (بالفنلندية Porvoon maapäivät ثم Porvoon valtiopäivät) ، وكان في المجلس التشريعي لدوقية فنلندا الكبرى بين عامي 1809 و1906 وريثا لصلاحيات ريكسداغ الطبقات السويدي.